# فهرست برترین خلبان‌های جنگ جهانی دوم
این فهرستی از برترین خلبان‌ها یا تک‌خال‌های جنگ جهانی دوم است. بر اساس سنتی که از جنگ جهانی اول مرسوم شد هر خلبان که موفق به سرنگونی ۵ فروند از هواپیماهای دشمن گردد یا به عبارت دیگر دارای ۵ پیروزی هوایی باشد، ملقب به تک‌خال می‌شود. عوامل زیادی در موفقیت این تک‌خال‌ها دخیل بود، از جمله این عوامل می‌توان به سطح آموزش، مهارت فردی خلبان در پرواز، روحیه جنگاوری و عملکرد و بازدهی هواپیمای جنگنده ای که در اختیار او بوده اشاره کرد. از نظر تعداد پیروزی نیروهای متحدین و به خصوص خلبانان لوفت‌وافه دارای بالاترین آمار پیروزی هوایی هستند که بعد از آن خلبانان نیروهای هوایی فنلاند، ژاپن، شوروی، رومانی، کرواسی، آمریکا، انگلستان، فرانسه، اسلواکی، مجارستان، استرالیا، ایتالیا و… رتبه‌های بعدی را در اختیار دارند.
در مجموع حدود ۹۰۰۰ نفر خلبان تک‌خال از ملیت‌های مختلف درگیر در جنگ جهانی دوم شناخته شده‌اند که در فهرست زیر به ۱۲۰ نفر از آنان، به ترتیب تعداد پیروزی اشاره شده‌است.
در این‌جا ذکر دو نکته ضروری است، نخست اینکه هرکدام از نیروهای هوایی درگیر در جنگ جهانی دوم نگرشی متفاوت به کسب پیروزی هوایی داشتند، آلمان‌ها از قانون «هر خلبان یک پیروزی» پیروی می‌کردند و ثبت هر پیروزی مستلزم سرنگونی و نابودی کامل هواپیمای دشمن، داشتن یک شاهد در آسمان یا تأیید سقوط هواپیمای دشمن توسط نیروهای مستقر در زمین بود. این نوع گزارش‌گیری برای ثبت به کاغذ بازی گسترده‌ای منجر می‌شد و گاه اتفاق می‌افتاد که مدتی پس از کشته شدن یک خلبان، پیروزی‌های ماه‌های گذشته وی تأیید می‌گردد.
در حالی که در نیروهای هوایی آمریکا، انگلیس و فنلاند صرفاً گواهی یک شاهد برای اثبات پیروزی کافی بوده و ثبت پیروزی اشتراکی نیز معمول بود به این معنا که اگر ۳ خلبان انگلیسی همزمان به یک هواپیمای آلمانی شلیک کرده و آن را سرنگون کنند، برای هر کدام از سه نفر یک سوم پیروزی ثبت می‌گردید. به همین دلیل در شمارش تعداد پیروزی خلبانان کشورهای فوق، به اعداد اعشاری دار نظیر ۲۱٫۵ نیز برخورد می‌کنیم. در نیروهای هوایی شوروی و ایتالیا پیروزی اشتراکی به صورت رقم جداگانه ثبت می‌شد یعنی اگر یک خلبان روس ۱۸ پیروزی فردی و ۱۰ پیروزی اشتراکی داشت، آمار پیروزی اش ۱۸+۱۰ ثبت می‌شد. در نیروی هوایی فرانسه برای هر خلبان شرکت کننده در یک پیروزی اشتراکی، یک پیروزی کامل ثبت می‌شد.
نکته قابل ذکر دیگر این است که یکی از دلایل بالا بودن پیروزی‌های خلبانان آلمانی، درگیر بودن آلمان از نخستین روز شروع تا واپسین روز پایان جنگ در اروپا در تمام جبهه‌ها بود. هر خلبان آلمانی از زمان پایان آموزش موظف به انجام مأموریت جنگی بود و این دوره انجام ماموریت‌های جنگی فقط با اسارت، مجروحیت شدید، معلولیت یا مرگ وی به اتمام می‌رسید. تا سال‌ها پس از پایان جنگ، عده زیادی از مورخان به تعداد بالای پیروزی‌های خلبانان آلمانی با شک و تردید می‌نگریستند و این ارقام را زاییده سیستم تبلیغات جنگی وزارت تبلیغات گوبلز می‌دانستند. اما آمار مستند و ثبت شده پیروزی‌های خلبانان آلمانی که چند سال پس از پایان جنگ در دسترس همگان قرار گرفت، مهر تأییدی بود بر درستی آمار پیروزی خلبانان لوفت وافه.
در سوی دیگر بنا بر سیاست‌های جاری در ارتش آمریکا خلبانان آمریکایی پس از طی یک دوره زمانی مشخص در انجام مأموریت جنگی در جبهه اروپا یا اقیانوس آرام یا کسب ۵ پیروزی به وطن خود بازمی‌گشتند تا در پایگاه‌های آموزشی به تربیت خلبانان جدید بپردازند. البته خلبانان آمریکایی بنا به درخواست شخصی خود می‌توانستند در جبهه به پرواز ادامه دهند. این امر دلیل عمده پایین بودن آمار خلبانان با ارقام پیروزی بالا و فراوانی خلبانان با ارقام زیر ۱۰ پیروزی در میان خلبانان هواپیمایی نیروی زمینی (که بعدها به نیروی هوایی تغییر نام داد) و یگان‌های هوایی نیروی دریایی و تفنگداران دریایی آمریکا است.
1. اریش هارتمان ملیت:آلمان نیروی هوایی:لوفت‌وافه تعداد پیروزی: ۳۵۲
2. گرهارد بارکهورن ملیت:آلمان نیروی هوایی:لوفت وافه تعداد پیروزی: ۳۰۱
3. گونتر رال ملیت:آلمان نیروی هوایی:لوفت وافه تعداد پیروزی: ۲۷۵
4. اوتو کیتل ملیت:آلمان نیروی هوایی:لوفت وافه تعداد پیروزی: ۲۶۷
5. والتر نووتنی ملیت:آلمان نیروی هوایی:لوفت وافه تعداد پیروزی: ۲۵۸
6. ویلهلم باتس ملیت:آلمان نیروی هوایی:لوفت وافه تعداد پیروزی: ۲۳۷
7. اریش رودرفر ملیت:آلمان نیروی هوایی:لوفت وافه تعداد پیروزی: ۲۲۲
8. هاینتس بر ملیت:آلمان نیروی هوایی:لوفت وافه تعداد پیروزی: ۲۲۰
9. هرمان گراف ملیت:آلمان نیروی هوایی:لوفت وافه تعداد پیروزی: ۲۱۲
10. هاینریش ارلر ملیت:آلمان نیروی هوایی:لوفت وافه تعداد پیروزی: ۲۰۸
11. تئودور وایسنبرگر ملیت:آلمان نیروی هوایی:لوفت وافه تعداد پیروزی: ۲۰۸
12. هانس فیلیپ ملیت:آلمان نیروی هوایی:لوفت وافه تعداد پیروزی: ۲۰۶
13. والتر شوک ملیت:آلمان نیروی هوایی:لوفت وافه تعداد پیروزی: ۲۰۶
14. آنتون هافنر ملیت:آلمان نیروی هوایی:لوفت وافه تعداد پیروزی: ۲۰۴
15. هلموت لیپفرت ملیت:آلمان نیروی هوایی:لوفت وافه تعداد پیروزی: ۲۰۳
16. والتر کروپینسکی ملیت:آلمان نیروی هوایی:لوفت وافه تعداد پیروزی: ۱۹۷
17. آنتون هاکل ملیت:آلمان نیروی هوایی:لوفت وافه تعداد پیروزی: ۱۹۲
18. یواخیم برندله ملیت:آلمان نیروی هوایی:لوفت وافه تعداد پیروزی: ۱۸۹
19. ماکس اشتوتس ملیت:آلمان نیروی هوایی:لوفت وافه تعداد پیروزی: ۱۸۹
20. یواخیم کیرشنر ملیت:آلمان نیروی هوایی:لوفت وافه تعداد پیروزی: ۱۸۸
21. کورت برندله ملیت:آلمان نیروی هوایی:لوفت وافه تعداد پیروزی: ۱۸۰
22. گونتر یوستن ملیت:آلمان نیروی هوایی:لوفت وافه تعداد پیروزی: ۱۷۸
23. یوهانس اشتاینهوف ملیت:آلمان نیروی هوایی:لوفت وافه تعداد پیروزی: ۱۷۶
24. ارنست ویلهلم راینرت ملیت:آلمان نیروی هوایی:لوفت وافه تعداد پیروزی: ۱۷۴
25. گونتر شاک ملیت:آلمان نیروی هوایی:لوفت وافه تعداد پیروزی: ۱۷۴
26. امیل لانگ ملیت:آلمان نیروی هوایی:لوفت وافه تعداد پیروزی: ۱۷۳
27. هاینتس اشمیت ملیت:آلمان نیروی هوایی:لوفت وافه تعداد پیروزی: ۱۷۳
28. هورست آدمایت ملیت:آلمان نیروی هوایی:لوفت وافه تعداد پیروزی: ۱۶۶
29. ولف دیتریش ویلکه ملیت:آلمان نیروی هوایی:لوفت وافه تعداد پیروزی: ۱۶۲
30. هانس-یواخیم مارسی ملیت:آلمان نیروی هوایی:لوفت وافه تعداد پیروزی: ۱۵۸
31. هاینریش اشتورم ملیت:آلمان نیروی هوایی:لوفت وافه تعداد پیروزی: ۱۵۸
32. گرهارد تیبن ملیت:آلمان نیروی هوایی:لوفت وافه تعداد پیروزی: ۱۵۷
33. هانس بایسونگر ملیت:آلمان نیروی هوایی:لوفت وافه تعداد پیروزی: ۱۵۲
34. پیتر دوتمان ملیت:آلمان نیروی هوایی:لوفت وافه تعداد پیروزی: ۱۵۲
35. گوردن گلوب ملیت:آلمان نیروی هوایی:لوفت وافه تعداد پیروزی: ۱۵۰
36. فریتز تگتمایر ملیت:آلمان نیروی هوایی:لوفت وافه تعداد پیروزی: ۱۴۶
37. آلبین ولف ملیت:آلمان نیروی هوایی:لوفت وافه تعداد پیروزی: ۱۴۴
38. کورت تانزر ملیت:آلمان نیروی هوایی:لوفت وافه تعداد پیروزی: ۱۴۳
39. فردریش کارل مولر ملیت:آلمان نیروی هوایی:لوفت وافه تعداد پیروزی: ۱۴۰
40. کارل گراتز ملیت:آلمان نیروی هوایی:لوفت وافه تعداد پیروزی: ۱۳۸
41. هاینریش ستز ملیت:آلمان نیروی هوایی:لوفت وافه تعداد پیروزی: ۱۳۸
42. رودلف ترنکل ملیت:آلمان نیروی هوایی:لوفت وافه تعداد پیروزی: ۱۳۸
43. فرانس شال ملیت:آلمان نیروی هوایی:لوفت وافه تعداد پیروزی: ۱۳۷
44. والتر ولفروم ملیت:آلمان نیروی هوایی:لوفت وافه تعداد پیروزی: ۱۳۷
45. هورست گونتر فون فاسونگ ملیت:آلمان نیروی هوایی:لوفت وافه تعداد پیروزی: ۱۳۶
46. اوتو فونکلد ملیت:آلمان نیروی هوایی:لوفت وافه تعداد پیروزی: ۱۳۶
47. کارل هاینتس وبر ملیت:آلمان نیروی هوایی:لوفت وافه تعداد پیروزی: ۱۳۶
48. یواخیم مونشه برگ ملیت:آلمان نیروی هوایی:لوفت وافه تعداد پیروزی: ۱۳۵
49. هانس والدمن ملیت:آلمان نیروی هوایی:لوفت وافه تعداد پیروزی: ۱۳۴
50. آلفرد گریزلاوسکی ملیت:آلمان نیروی هوایی:لوفت وافه تعداد پیروزی: ۱۳۳
51. یوهانس ویزه ملیت:آلمان نیروی هوایی:لوفت وافه تعداد پیروزی: ۱۳۳
52. آدولف برشرز ملیت:آلمان نیروی هوایی:لوفت وافه تعداد پیروزی: ۱۳۲
53. آدولف دیکفیلد ملیت:آلمان نیروی هوایی:لوفت وافه تعداد پیروزی: ۱۳۲
54. اروین کلاوزن ملیت:آلمان نیروی هوایی:لوفت وافه تعداد پیروزی: ۱۳۲
55. ویلهیم لمکه ملیت:آلمان نیروی هوایی:لوفت وافه تعداد پیروزی: ۱۳۱
56. گرهارد هوفمان ملیت:آلمان نیروی هوایی:لوفت وافه تعداد پیروزی: ۱۳۰
57. هاینریش اشتر ملیت:آلمان نیروی هوایی:لوفت وافه تعداد پیروزی: ۱۳۰
58. فرانس آیزناش ملیت:آلمان نیروی هوایی:لوفت وافه تعداد پیروزی: ۱۲۹
59. والتر داهل ملیت:آلمان نیروی هوایی:لوفت وافه تعداد پیروزی: ۱۲۹
60. فرانتز دوور ملیت:آلمان نیروی هوایی:لوفت وافه تعداد پیروزی: ۱۲۸
61. رودولف رادماخر ملیت:آلمان نیروی هوایی:لوفت وافه تعداد پیروزی: ۱۲۶
62. یوزف زورنه مان ملیت:آلمان نیروی هوایی:لوفت وافه تعداد پیروزی: ۱۲۶
63. دیتریش هراباک ملیت:آلمان نیروی هوایی:لوفت وافه تعداد پیروزی: ۱۲۵
64. ولف ادو اتل ملیت:آلمان نیروی هوایی:لوفت وافه تعداد پیروزی: ۱۲۴
65. هربرت ایله فلد ملیت:آلمان نیروی هوایی:لوفت وافه تعداد پیروزی: ۱۲۳
66. ولفگانگ تونه ملیت:آلمان نیروی هوایی:لوفت وافه تعداد پیروزی: ۱۲۲
67. هاینز مارکوارت ملیت:آلمان نیروی هوایی:لوفت وافه تعداد پیروزی: ۱۲۱
68. هاینز ولفگانگ اشناوفر ملیت:آلمان نیروی هوایی:لوفت وافه تعداد پیروزی: ۱۲۱
69. روبرت وایس ملیت:آلمان نیروی هوایی:لوفت وافه تعداد پیروزی: ۱۲۱
70. فردریش اوبلزر ملیت:آلمان نیروی هوایی:لوفت وافه تعداد پیروزی: ۱۲۰
71. اریش له یه ملیت:آلمان نیروی هوایی:لوفت وافه تعداد پیروزی: ۱۱۸
72. فرانس یوزف بیرنبروک ملیت:آلمان نیروی هوایی:لوفت وافه تعداد پیروزی: ۱۱۷
73. هانس یواخیم بیرکنر ملیت:آلمان نیروی هوایی:لوفت وافه تعداد پیروزی: ۱۱۷
74. یاکوب نورتس ملیت:آلمان نیروی هوایی:لوفت وافه تعداد پیروزی: ۱۱۷
75. والتر اوساو ملیت:آلمان نیروی هوایی:لوفت وافه تعداد پیروزی: ۱۱۷
76. هاینز ورنیکه ملیت:آلمان نیروی هوایی:لوفت وافه تعداد پیروزی: ۱۱۷
77. آگوست لامبرت ملیت:آلمان نیروی هوایی:لوفت وافه تعداد پیروزی: ۱۱۶
78. ورنر مولدرز ملیت:آلمان نیروی هوایی:لوفت وافه تعداد پیروزی: ۱۱۵
79. ویلهلم کرینیوس ملیت:آلمان نیروی هوایی:لوفت وافه تعداد پیروزی: ۱۱۴
80. ورنر شروئر ملیت:آلمان نیروی هوایی:لوفت وافه تعداد پیروزی: ۱۱۴
81. هانس دامرز ملیت:آلمان نیروی هوایی:لوفت وافه تعداد پیروزی: ۱۱۳
82. برتهولد کورتز ملیت:آلمان نیروی هوایی:لوفت وافه تعداد پیروزی: ۱۱۳
83. هلموت لنت ملیت:آلمان نیروی هوایی:لوفت وافه تعداد پیروزی: ۱۱۳
84. کورت بوهلیگن ملیت:آلمان نیروی هوایی:لوفت وافه تعداد پیروزی: ۱۱۲
85. کورت اوبن ملیت:آلمان نیروی هوایی:لوفت وافه تعداد پیروزی: ۱۱۰
86. فرانس وویدیش ملیت:آلمان نیروی هوایی:لوفت وافه تعداد پیروزی: ۱۱۰
87. راینهارد زایلر ملیت:آلمان نیروی هوایی:لوفت وافه تعداد پیروزی: ۱۰۹
88. امیل بیتش ملیت:آلمان نیروی هوایی:لوفت وافه تعداد پیروزی: ۱۰۸
89. هانس هان ملیت:آلمان نیروی هوایی:لوفت وافه تعداد پیروزی: ۱۰۸
90. برنهارد فشتل ملیت:آلمان نیروی هوایی:لوفت وافه تعداد پیروزی: ۱۰۸
91. ویکتور بائور ملیت:آلمان نیروی هوایی:لوفت وافه تعداد پیروزی: ۱۰۶
92. ورنر لوکاس ملیت:آلمان نیروی هوایی:لوفت وافه تعداد پیروزی: ۱۰۶
93. گونتر لوتزو ملیت:آلمان نیروی هوایی:لوفت وافه تعداد پیروزی: ۱۰۵
94. آدولف گالاند ملیت:آلمان نیروی هوایی:لوفت وافه تعداد پیروزی: ۱۰۴
95. ابرهارد فون بورمسکی ملیت:آلمان نیروی هوایی:لوفت وافه تعداد پیروزی: ۱۰۴
96. هاینز ساخزنبرگ ملیت:آلمان نیروی هوایی:لوفت وافه تعداد پیروزی: ۱۰۴
97. هارتمان گراسر ملیت:آلمان نیروی هوایی:لوفت وافه تعداد پیروزی: ۱۰۳
98. سیگفرید فریتاگ ملیت:آلمان نیروی هوایی:لوفت وافه تعداد پیروزی: ۱۰۲
99. فردریش گایسهارت ملیت:آلمان نیروی هوایی:لوفت وافه تعداد پیروزی: ۱۰۲
100. اگون مایر ملیت:آلمان نیروی هوایی:لوفت وافه تعداد پیروزی: ۱۰۲
101. ماکس هلموت اوسترمن ملیت:آلمان نیروی هوایی:لوفت وافه تعداد پیروزی: ۱۰۲
102. یوزف وورمهلر ملیت:آلمان نیروی هوایی:لوفت وافه تعداد پیروزی: ۱۰۲
103. رودولف میتیگ ملیت:آلمان نیروی هوایی:لوفت وافه تعداد پیروزی: ۱۰۱
104. یوزف پریلر ملیت:آلمان نیروی هوایی:لوفت وافه تعداد پیروزی: ۱۰۱
105. اولریش ورنیتز ملیت:آلمان نیروی هوایی:لوفت وافه تعداد پیروزی: ۱۰۱
106. لیوپلد اشتاینباتز ملیت:آلمان نیروی هوایی:لوفت وافه تعداد پیروزی: ۹۹
107. ولفگانگ اشپته ملیت:آلمان نیروی هوایی:لوفت وافه تعداد پیروزی: ۹۹
108. گوستاو ردل ملیت:آلمان نیروی هوایی:لوفت وافه تعداد پیروزی: ۹۸
109. هرمان اشلاینهگه ملیت:آلمان نیروی هوایی:لوفت وافه تعداد پیروزی: ۹۷
110. ایلماری یوتیلاینن ملیت:فنلاند نیروی هوایی:ارتش فنلاند تعداد پیروزی: ۹۴
111. رودولف مولر ملیت:آلمان نیروی هوایی:لوفت وافه تعداد پیروزی: ۹۴
112. هلموت بنمن ملیت:آلمان نیروی هوایی:لوفت وافه تعداد پیروزی: ۹۳
113. اسکار رم ملیت:آلمان نیروی هوایی:لوفت وافه تعداد پیروزی: ۹۲
114. هیرویوشی نیشی زاوا ملیت:ژاپن نیروی هوایی:ارتش ژاپن تعداد پیروزی: ۸۷
115. آنتون مادر ملیت:آلمان نیروی هوایی:لوفت وافه تعداد پیروزی: ۸۶
116. شاهزاده هاینریش ساین - ویتگنشتاین ملیت:آلمان نیروی هوایی:لوفت وافه تعداد پیروزی: ۸۳
117. هانس گرونبرگ ملیت:آلمان نیروی هوایی:لوفت وافه تعداد پیروزی: ۸۲
118. امیل داریس ملیت:آلمان نیروی هوایی:لوفت وافه تعداد پیروزی: ۸۲
119. فرانتس بیر ملیت:آلمان نیروی هوایی:لوفت وافه تعداد پیروزی: ۸۱
120. هوگو بروش ملیت:آلمان نیروی هوایی:لوفت وافه تعداد پیروزی: ۸۱